# Steven Orszag
Steven Alan Orszag (* 27. Februar 1943 in New York City; † 1. Mai 2011 in New Haven, Connecticut) war ein US-amerikanischer Physiker, Ingenieur und Angewandter Mathematiker.

## Leben
Orszag war der Sohn eines Anwalts und wuchs in Forest Hills in Queens auf. Er studierte schon mit 16 Jahren am Massachusetts Institute of Technology (MIT), wo er 1962 seinen Bachelor-Abschluss in Mathematik erwarb, und 1962/63 an der Universität Cambridge (St. Johns College). 1966 wurde er an der Princeton University bei Martin Kruskal über die Theorie der Turbulenz promoviert. Ab 1967 war er Professor für Angewandte Mathematik am MIT. Ab 1984 war er Professor für Ingenieurswesen an der Princeton University. Ab 1998 war er Professor für Mathematik an der Yale University. Er war 1966/67 Mitglied des Institute for Advanced Study.
1970 bis 1974 war er Sloan Research Fellow und 1989/90 Guggenheim Fellow. Er war Fellow der American Physical Society. Orszag erhielt den Otto-Laporte-Preis, den Preis für Hydrodynamik und Plasmaphysik (Fluids and Plasmadynamics Award) des American Institute of Aeronautics and Astronautics und die G. I. Taylor Medal der Society of Engineering Science.
Orszag beschäftigt sich mit Verfahren der Angewandten Mathematik und Numerischen Analysis, Hydrodynamik und Turbulenz (Behandlung mit Renormierungsgruppenmethoden, Large Eddy Simulation), im Rahmen der rechnergestützten Behandlung war er auch an der Gründung einer Reihe von Unternehmen beteiligt (Ibrix, Flow Research, Vector Technologies, Exa Corporation). Mit Carl M. Bender verfasste er ein Lehrbuch über mathematische Methoden für Ingenieure und Naturwissenschaftler. Daneben befasste er sich auch mit Chip Fabrikation und Computer-Datenspeichern.
In der Numerischen Analysis ist er als Pionier spektraler Methoden für partielle Differentialgleichungen bekannt (eine Bezeichnung, den er einführte). Er schrieb ein Buch darüber mit David Gottlieb.
Er war seit 1964 mit Reba Karp verheiratet und hatte drei Söhne. Sein Sohn Peter ist Banker bei der Citibank und ehemaliger Budget-Direktor im Kabinett von US-Präsident Barack Obama.

## Schriften
- mit Carl Bender: Advanced Mathematical Methods for Scientists and Engineers, Band 1 (Asymptotic methods and perturbation theory), Springer 1999 (die Vorläufer-Ausgabe in einem Band erschien 1978 bei McGraw Hill)
- mit David Gottlieb: Numerical analysis of spectral methods : theory and applications, SIAM 1977